# Far de la Mola
El far de la Mola és un far situat a 2,5 km del poble del Pilar de la Mola de l'illa de Formentera. Es va construir l'any 1861 amb un projecte d'Emili Pou Bonet i consta també de dos habitatges i d'algunes cambres per a l'activitat pròpia de faroner. El llum del far es troba a uns 158 m d'alçada des de la mar i es va connectar a la xarxa elèctrica l'any 1971.
Produeix una llum blanca amb un abast de 16 milles de llum fixa i de 23 milles de llampada.
Durant molts anys hi ha hagut molts de faroners que s'encarregaven de connectar la llum del far, però des del tombant d'aquest segle que ja no hi ha faroner i es connecta tot sol a una hora determinada.